# 笑福亭政右衛門
笑福亭 政右衛門（しょうふくてい まさえもん、1877年 - 昭和極初期没）は、落語家（上方噺家）。本名：小林政太良。
元々スポーツ万能だったという。最初は笑福亭松光の門で笑福亭光雀を名乗った。前座の光雀時代に毎日新聞主催の十海里遠泳大会に招かれたこともあったが体中に近江八景の刺青があったため、それが障害で出場することが出来なかった。
1912年ころに政右衛門に改名。
中年になり失明するが娘に連れられて寄席通いをしたという。
大正末に吉本を脱退し昭和に入り4代目笑福亭松鶴の連盟に連ねていたのを最後に消息が不明。昭和初期ころ没した模様。